# Căpleni
Căpleni es una comuna ubicada en el distrito de Satu Mare, Rumania.

## Superficie
Posee una superficie de 31,15 kilómetros cuadrados.

## Demografía
Hasta 2021 la población era de 2851 habitantes, con una densidad de población de 91,52 habitantes por kilómetro cuadrado.